# William Grant Still
William Grant Still (Woodville, 11 maggio 1895 – Los Angeles, 3 dicembre 1978) è stato un compositore e direttore d'orchestra statunitense che ha composto più di 150 lavori, tra cui cinque sinfonie e otto opere.

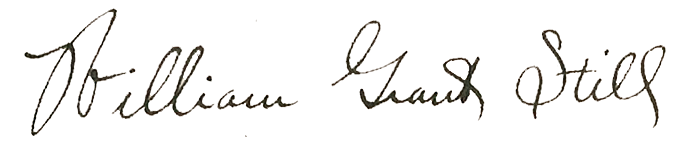
Firma di William Grant Still

 Spesso definito "il decano" dei compositori afroamericani, Still è stato il primo compositore americano ad avere un'opera prodotta dalla New York City Opera. È conosciuto soprattutto per la sua prima sinfonia, che è stata fino agli anni '50 la sinfonia più rappresentata composta da un americano.
Nato in Mississippi, crebbe a Little Rock, Arkansas, frequentò la Wilberforce University e il Conservatorio di musica di Oberlin e fu allievo di George Whitefield Chadwick e successivamente di Edgard Varèse.
Da notare che Still fu il primo afroamericano a dirigere una grande orchestra sinfonica americana, il primo ad avere una sinfonia (la sua 1ª Sinfonia) eseguita da un'orchestra importante, il primo ad avere un'opera eseguita da una grande compagnia d'opera ed il primo ad avere un'opera eseguita sulla televisione nazionale.
Per via del suo stretto sodalizio e della collaborazione con importanti figure letterarie e culturali afroamericane come Alain Locke e Langston Hughes, William Grant Still è considerato parte del movimento Harlem Renaissance.

## Biografia
William Grant Still nacque l'11 maggio 1895 a Woodville, nel Mississippi. Era figlio di due insegnanti, Carrie Lena (Fambro) Still (1872-1927) e William Grant Still Sr. (1871-1895). Suo padre era socio in un negozio di generi alimentari e si esibiva come capobanda locale. William Grant Still Sr. morì quando suo figlio neonato aveva tre mesi.
La madre di Still si trasferì con lui a Little Rock, in Arkansas, dove insegnò inglese alle superiori per 33 anni. Incontrò e sposò Charles B. Shepperson, che coltivò gli interessi musicali del figliastro William portandolo alle operette e comprando registrazioni della musica classica della Red Seal, che il ragazzo amava molto. I due assistettero a un certo numero di esibizioni di musicisti in tournée. Sua nonna materna gli cantava spirituals afroamericani.
Still iniziò le lezioni di violino a Little Rock all'età di 15 anni. Imparò a suonare il clarinetto, il sassofono, l'oboe, il contrabbasso, il violoncello e la viola e mostrava un grande interesse per la musica. A 16 anni si diplomò alla scuola superiore M. W. Gibbs di Little Rock.
Sua madre voleva che andasse alla facoltà di medicina, quindi continuò a frequentare un corso di laurea in Scienze alla Wilberforce University, un college storicamente nero in Ohio. Diventò membro della confraternita Kappa Alpha Psi. Diresse la banda universitaria, imparò a suonare vari strumenti e ha iniziato a comporre e fare orchestrazioni.
Ricevette borse di studio per studiare al Conservatorio di musica di Oberlin con Friedrick Lehmann e George Whitefield Chadwick. Studiò anche con il compositore francese moderno Edgard Varèse.
Still si sposò con la pianista Verna Arvey. Sua figlia, Judith Anne Still, ha conservato la sua eredità come direttrice e proprietaria della William Grant Still Music.

## Carriera
Nel 1918 Still entrò nella Marina degli Stati Uniti per servire nella prima guerra mondiale. Tra il 1919 e il 1921 lavorò come arrangiatore per la band di W. C. Handy. Nel 1921 registrò con la Dance Orchestra di Fletcher Henderson e più tardi suonò nella pit orchestra per il musical di Noble Sissle e Eubie Blake, Shuffle Along. Più tardi negli anni '20 Still fu l'arrangiatore di Yamekraw, una "Negro Rhapsody" composta dal noto pianista jazz di Harlem, James P. Johnson. Il suo ingaggio iniziale da parte di Paul Whiteman avvenne all'inizio del novembre 1929.
Negli anni '30 Still lavorò come arrangiatore di musica popolare, scrivendo per Deep River Hour di Willard Robison e Old Gold Show di Paul Whiteman, entrambe famose trasmissioni della NBC Radio. Nel 1936 Still diresse la Los Angeles Philharmonic Orchestra; fu il primo afroamericano a dirigere una grande orchestra americana.
Nel 1934 Still ricevette il suo primo Guggenheim Fellowship; iniziò a lavorare sulla prima delle sue otto opere, Blue Steel. Nel 1949 la sua opera Troubled Island, originariamente completata nel 1939, che parlava di Jean-Jacques Dessalines e Haiti, fu rappresentata dalla New York City Opera. Fu la prima opera di un afroamericano ad essere eseguita da una grande compagnia.
Still si trasferì a Los Angeles negli anni '30, dove arrangiò musica per film. Tra questi c'erano Pennies from Heaven (il film del 1936 con Bing Crosby e Madge Evans) e Lost Horizon (il film del 1937 con Ronald Colman, Jane Wyatt e Sam Jaffe). Per Lost Horizon, arrangiò la musica di Dimitri Tiomkin. Still fu anche ingaggiato per arrangiare la musica per il film del 1943 Stormy Weather, ma lasciò l'incarico dopo alcune settimane a causa di disaccordi artistici.
Nel 1955 diresse la New Orleans Philharmonic Orchestra; fu il primo afroamericano a dirigere un'orchestra importante nel profondo sud. I lavori di Still sono stati eseguiti a livello internazionale dalla Berliner Philharmoniker, dalla London Symphony Orchestra, dalla Tokyo Philharmonic Orchestra e dall'Orchestra Sinfonica della BBC.
Still era il direttore della registrazione della Black Swan Phonograph Company. Era conosciuto come il "Decano dei compositori afroamericani".

## Eredità ed onorificenze
- William Grant Still ricevette due borse di studio Guggenheim.[8]
- Gli furono conferiti dottorati onorari dell'Oberlin College, della Wilberforce University, della Howard University, del Bates College, della University of Arkansas, della Pepperdine University, del New England Conservatory of Music, del Peabody Conservatory di Baltimora e della University of Southern California.[8]
- Fu premiato postumo nel 1982 al Mississippi Institute of Arts and Letters per composizione musicale per la sua opera A Bayou Legend.[8]

## Composizioni selezionate

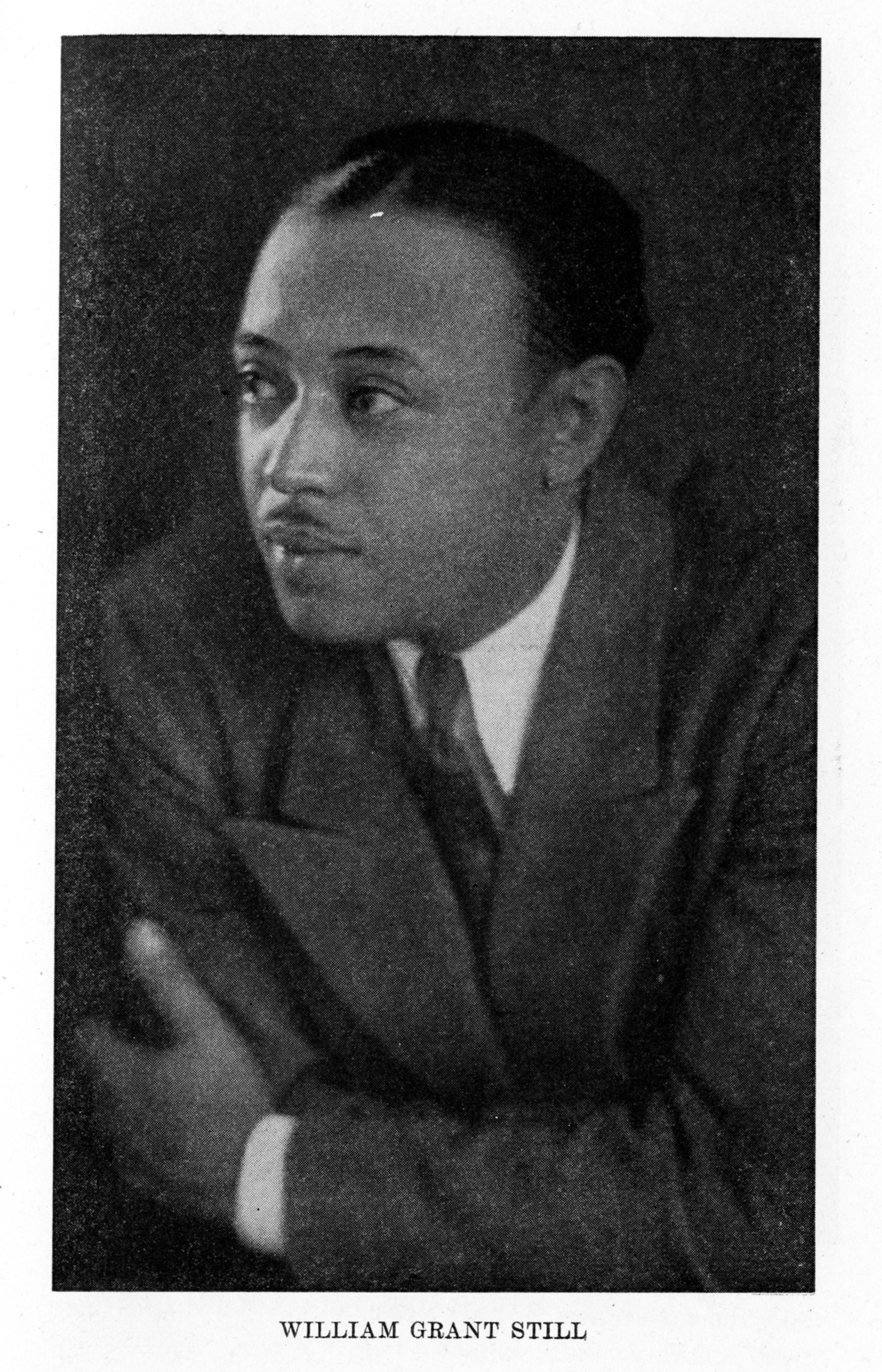
William Grant Still

- From the Land of Dreams (1924, creduto perso fino al 1997)
- Darker America (1924)
- Levee Land (1925)
- From the Black Belt Region|Black Belt (1926)
- La Guiablese, ballet (1927)
- Sahdji, ballet (1930)
- Africa (1930)
- Symphony No. 1 "Afro-American" (1930)
- A Deserted Plantation (1933)
- Blue Steel, opera (1934)
- Symphony No. 2 in G minor "Song of a New Race" (1937)
- Lenox Avenue, per annunciatore radiofonico, coro e orchestra (1937)
- Seven Traceries (1939)
- And They Lynched him on a Tree (1940)
- Miss Sally's Party, balletto (1940)
- Can'tcha line 'em, per orchestra (1940)
- Old California, per orchestra (1941)
- Troubled Island, opera, produzione del 1949 (1937–39)
- A Bayou Legend, opera (1941)
- A Southern Interlude, opera (1942)
- Incantation and Dance, per oboe & pf.
- In Memoriam: The Colored Soldiers Who Died for Democracy (1943)
- Suite for Violin & Piano, incluso il movimento successivamente arrangiato per Orchestra d'archi come Madre e figlio (1943)
- Festive Overture (1944)
- Poem per Orchestra (1944)
- Symphony No. 5, "Western Hemisphere" (1945, rivisto nel 1970)[9]
- Wailing Women, per soprano e coro (1946)
- Symphony No. 4, "Autochthonous" (1947)
- Grief, originariamente intitolato da Still Weeping Angel (1953)
- Danzas de Panama (Dances of Panama) (1953)
- The Little Song That Wanted to Be a Symphony (1954)
- Little Red Schoolhouse (1957)
- The American Scene (1957)
- Ennanga (1958)
- Symphony No. 3, "Sunday Symphony" (1958)[10]
- Lyric Quartet (1960)
- Highway 1 U.S.A., opera (1963)